# Eitarō Shindō
Eitarō Shindō (進藤 英太郎, Shindō Eitarō, 10 novembre 1899 - 18 février 1977) est un acteur japonais.

## Biographie
Eitarō Shindō paraît dans plus de 300 films entre 1936 et 1975.

## Filmographie partielle

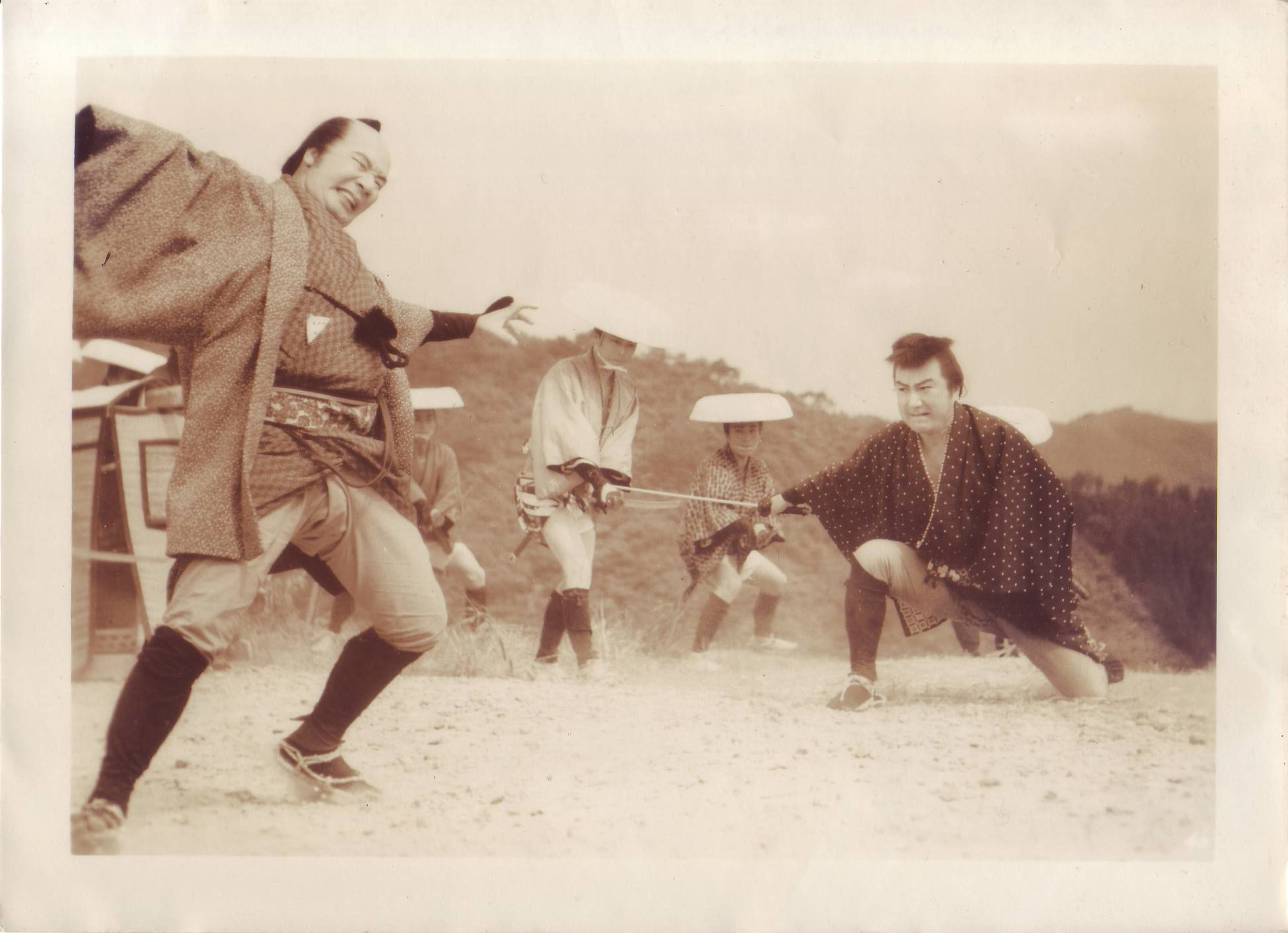
Eitarō Shindō (gauche) et Chiezō Kataoka dans Yatarō Kasa (1955).

- 1936 : Les Sœurs de Gion (祇園の姉妹, Gion no kyodai?) de Kenji Mizoguchi : Kudo
- 1936 : L'Élégie d'Osaka (浪華悲歌, Naniwa erejî?) de Kenji Mizoguchi : Yoshizo Fujino
- 1939 : La Chanson d'autrefois (むかしの歌, Mukashi no uta?) de Tamizō Ishida : Jihei Hyogoya
- 1939 : Hana tsumi nikki (花つみ日記?) de Tamizō Ishida
- 1940 : La Princesse serpent (蛇姫様, Hebihime-sama?) de Teinosuke Kinugasa : Toroku
- 1941 : La Bataille de Kawanakajima (川中島合戦, Kawanakajima kassen?) de Teinosuke Kinugasa : Samanosuke Karasaki
- 1942 : Musashibo Benkei (武蔵坊弁慶?) de Kunio Watanabe : Seiun
- 1942 : Les Guirlandes des mers du Sud (南海の花束, Nankai no hanataba?) de Yutaka Abe
- 1942 : Ma mère ne mourra jamais (母は死なず, Haha wa shinazu?) de Mikio Naruse
- 1942 : La Bataille navale à Hawaï et au large de la Malaisie (ハワイ・マレー沖海戦, Hawai Marē oki kaisen?) de Kajirō Yamamoto : Kurimoto
- 1944 : Le Chemin du drame (芝居道, Shibaidō?) de Mikio Naruse
- 1947 : L'Actrice (女優, Joyu?) de Teinosuke Kinugasa
- 1947 : Festin de printemps (春の饗宴, Haru no kyōen?) de Kajirō Yamamoto : Sanzō Yamaoka
- 1948 : L'Ange ivre (酔いどれ天使, Yoidore Tenshi?) de Akira Kurosawa : Takahama
- 1950 : Rapport sur la conduite du professeur Ishinaka (石中先生行状記, Ishinaka sensei gyojoki?) de Mikio Naruse
- 1950 : La Bataille de roses (薔薇合戦, Bara gassen?) de Mikio Naruse : Takuhiro Kasahara
- 1951 : Les Habits de la vanité (偽れる盛装, Itsuwareru seiso?) de Kōzaburō Yoshimura : Isehama
- 1951 : Miss Oyu (お遊さま, Oyū-sama?) de Kenji Mizoguchi : Kusaemon
- 1951 : La Dame de Musashino (武蔵野夫人, Musashino fujin?) de Kenji Mizoguchi : Shinzaburo Miyaji
- 1952 : La Vie d'O'Haru femme galante (西鶴一代女, Saikaku ichidai onna?) de Kenji Mizoguchi : Kahe Sasaya
- 1952 : Les Sœurs de Nishijin (西陣の姉妹, Nishijin no shimai?) de Kōzaburō Yoshimura : Giemon Sato
- 1953 : Nuée d'oiseaux blancs (千羽鶴, Senbazuru?) de Kōzaburō Yoshimura : le père de Yuki
- 1953 : Epitome (縮図, Shukuzu?) de Kaneto Shindō
- 1953 : Daibosatsu Tōge (大菩薩峠 甲賀一刀流の巻?) de Kunio Watanabe : Shichibei
- 1953 : Désirs (慾望, Yokubo?) de Kōzaburō Yoshimura : Yasuki Yaguruma
- 1953 : La Vie d'une femme (女の一生, Onna no issho?) de Kaneto Shindō : Tokubei
- 1953 : Les Musiciens de Gion (祇園囃子, Gion bayashi?) de Kenji Mizoguchi : Sawamoto
- 1954 : Une femme dont on parle (噂の女, Uwasa no onna?) de Kenji Mizoguchi : Yasuichi Harada
- 1954 : L'Intendant Sansho (山椒大夫, Sanshō dayū?) de Kenji Mizoguchi : Sanshō dayū
- 1954 : L'Histoire de Shunkin (春琴物語, Shunkin monogatari?) de Daisuke Itō : Anzaemon Kamoya
- 1954 : Trois amours (三つの愛, Mittsu no ai?) de Masaki Kobayashi
- 1954 : La Princesse Sen (千姫, Sen-hime?) de Keigo Kimura : Masanobu Honda
- 1954 : Les Amants crucifiés (近松物語, Chikamatsu monogatari?) de Kenji Mizoguchi : Ishun
- 1954 : Akō gishi (赤穂義士?) de Ryōhei Arai
- 1955 : Le Mont Fuji et la lance ensanglantée (血槍富士, Chiyari Fuji?) de Tomu Uchida
- 1955 : L'Impératrice Yang Kwei-Fei (楊貴妃, Yōkihi?) de Kenji Mizoguchi : Kao Li-hsi
- 1955 : Yatarō Kasa (弥太郎笠?) de Sadatsugu Matsuda
- 1955 : Le Héros sacrilège (新・平家物語, Shin heike monogatari?) de Kenji Mizoguchi : Banboku
- 1956 : Trois femmes autour de Yoshinaka (新平家物語 義仲をめぐる三人の女, Shin heike monogatari: Yoshinaka o meguru sannin no onna?) de Teinosuke Kinugasa : Ninomiya
- 1956 : Akō Rōshi: Ten no Maki, Chi no Maki (赤穂浪士 天の巻 地の巻?) de Sadatsugu Matsuda : Jinjūrō
- 1956 : La Rue de la honte (赤線 地帯, Akasen chitai?) de Kenji Mizoguchi : Kurazō Taya
- 1958 : Isshin Tasuke - Tenka no ichidaiji (一心太助 天下の一大事?) de Tadashi Sawashima
- 1959 : Une histoire d'amour de Naniwa (浪花の恋の物語, Naniwa no koi no monogatari?) de Tomu Uchida : Jiemon Tsuchiya
- 1961 : Akō Rōshi (赤穂浪士, Akō Rōshi?) de Sadatsugu Matsuda
- 1964 : Kuruwa sodachi (廓育ち?) de Jun'ya Satō : Chiyomatsu
- 1964 : Adauchi (仇討?) de Tadashi Imai : le prêtre
- 1966 : Yojōhan monogatari: Shōfu Shino (四畳半物語 娼婦しの?) de Masashige Narusawa : Yasuzō Tsukayama
- 1967 : Le Banquet (宴, Utage?) de Heinosuke Gosho
- 1975 : Kenji Mizoguchi ou la vie d'un artiste (ある映画監督の生涯 溝口健二の記録, Aru eiga-kantoku no shōgai Mizoguchi Kenji no kiroku?) de Kaneto Shindō (documentaire) : lui-même